# ازتن‌بیرون
ازتن‌بیرون (نام علمی: Extatosoma) نام یک سرده از شاخه بندپایان است.